# ADS 16402
ADS 16402 je ime sustava dvojne zvijezde.

## Zvijezde
ADS 16402 A i ADS 16402 B su od zemlje udaljene oko 450 svjetlosnih godnina. Međusobno su udaljene oko 1500 astronomskih jedinica. Obje zvijezde su stare oko 3,4 milijardi godina. Spektralna klasa obiju zvijezda je F8.

## Egzoplanet
U sustavu ADS 16402 postoji veliki planet imenom HAT-P-1. Planet je vrlo blizak svom suncu i
zato mu je za jedan krug oko sunca potrebno samo četiri i pol (108h) dana.

## Vanjske poveznice
- Opis sistema
- Slike oboje zvijzdde